# Mercedes Valdivieso
Pour les articles homonymes, voir Valdivieso.
Mercedes Valdivieso est une écrivaine chilienne née le 1er mars 1924 à Santiago du Chili et morte le 3 août 1993 dans la même ville connue depuis ses premiers écrits pour la nature subversive de ses textes. Son premier roman, La Brèche, écrit en 1961, est considéré comme le premier roman féministe latino-américain.

## Principaux ouvrages
- La Brecha
- La Tierra que les Dí
- Los Ojos de Bambú
- Las Noches y un Dia
- Maldita yo entre las Mujeres